# Остапенко, Евгений Александрович
Евгений Александрович Остапенко (6 мая 2004, Брюховецкая — 24 сентября 2024, Красногоровка) — российский военнослужащий, гвардии ефрейтор. Санитар-разведчик разведгруппы специального назначения. Герой России (2025, посмертно).

## Биография
Евгений Остапенко родился 6 мая 2004 года в станице Брюховецкая в Краснодарском крае.
Закончил Среднюю школу №7. Окончил Тимашевский казачий кадетский корпус. Состоял в рядах Переясловского хуторского казачьего общества.
В 2022 году мобилизован в ряды ВС РФ. В 2023 году заключил контракт с Министерством обороны РФ. С июня 2024 года принимал участие в российском вторжении на Украину. Был задействован на Донецком направлении.
Указом президента Российской Федерации за героизм, мужество и отвагу, проявленные при исполнении воинского долга, присвоено звание Героя Российской Федерации (посмертно).

## Награды
- Герой России (2025, посмертно)

## Дополнительная информация
Стал третьим Героем России среди представителей Кубанского казачьего войска.
7 мая 2025 года губернатор Краснодарского края Вениамин Кондратьев присвоил Тимашевскому казачьему кадетскому корпусу имя Героя России Евгения Остапенко.